# Diathese-Stress-Modell

Auswirkungen wechselnder Belastungen über eine Entwicklung der Anfälligkeit

Das Vulnerabilitäts-Stress-Modell (auch: Diathese-Stress-Modell) ist ein Paradigma der klinischen Psychologie und der Gesundheitspsychologie. Es beschreibt die Wechselwirkungen zwischen Vulnerabilität bzw. Diathese (also der Krankheitsneigung / Prädisposition) und Stress. Zentral ist dabei die Annahme, dass zur Entwicklung einer psychischen Störung beide Faktoren nötig sind. Das Modell ist nicht auf eine bestimmte Schule festgelegt und verbindet biologische und psychologische Faktoren mit Umwelteinflüssen.

## Beschreibung

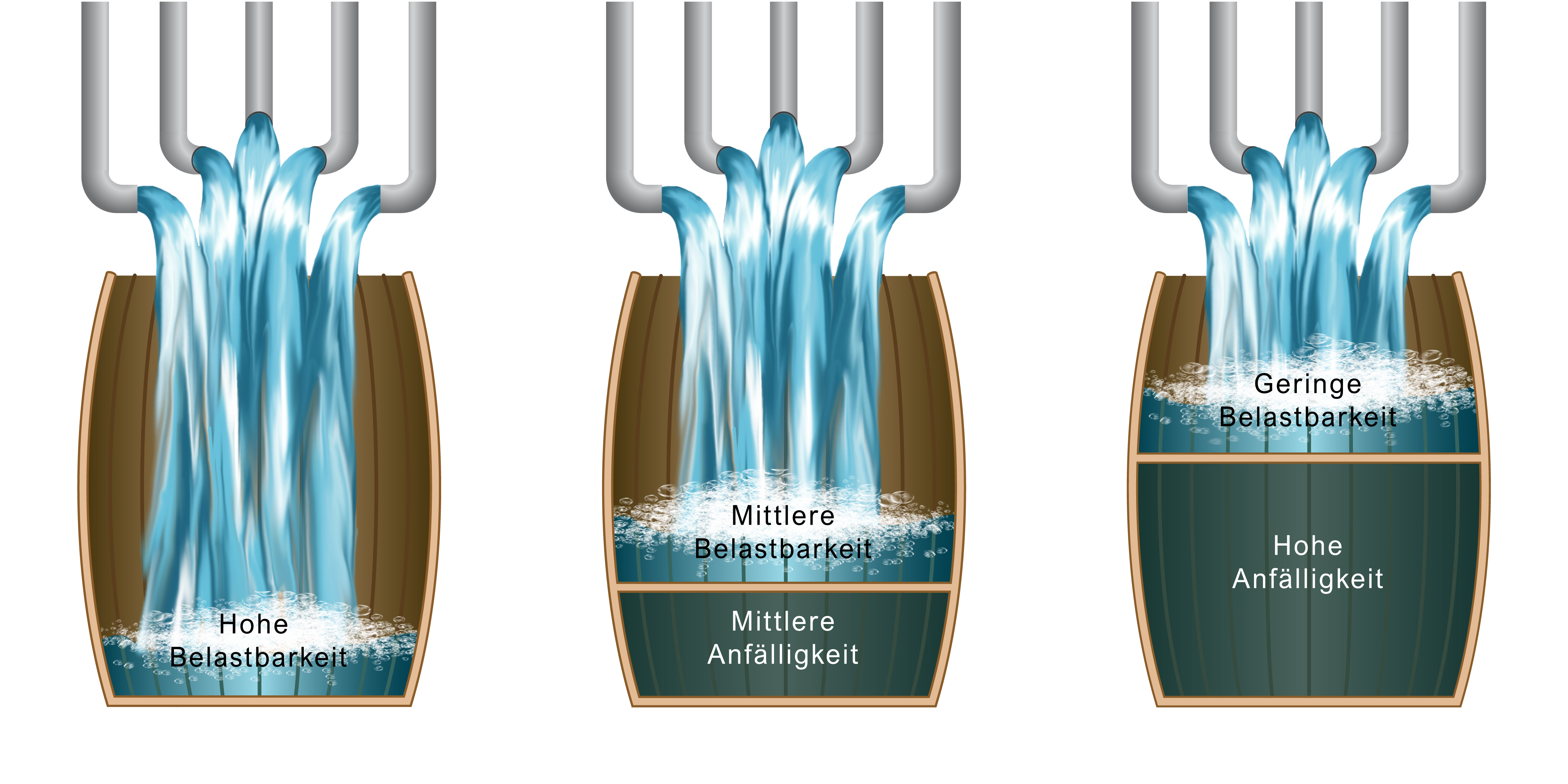
Belastbarkeit in Abhängigkeit von der Anfälligkeit

Unter Diathese versteht man die Anfälligkeit (Disposition) für eine bestimmte Krankheit. Diese Disposition kann unter anderem genetisch (biologische Diathese) oder auch lerngeschichtlich (psycho-soziale Diathese) bedingt sein und wird als Neigung eines Menschen verstanden, auf eine bestimmte Weise auf Belastungen zu reagieren. Unter den Stressoren versteht man belastende Umweltereignisse oder Lebenssituationen. Sind die Belastungen (Disposition und Stressoren) zu groß und überschreiten sie eine gewisse Schwelle, kommt es zur Symptomausbildung bzw. zum Krankheitsausbruch. Diese Schwelle wird jedoch auch durch Risiko- und Schutzfaktoren (z. B. soziale Unterstützung) beeinflusst.
Verschiedene Autoren übernahmen das Vulnerabilitäts-Stressmodell zur Erklärung der multifaktoriellen psycho-sozio-biologischen Entstehung der Schizophrenie. Demnach zeichnen sich schizophreniegefährdete Menschen durch einen Mangel an Resilienz aus (also eine besondere Vulnerabilität, Sensibilität oder „Dünnhäutigkeit“), die ungünstigenfalls in Kombination mit stressvollen lebensgeschichtlichen, situativ-sozialen oder körperlich-hormonellen Belastungen zum Ausbruch einer Psychose führen kann. (Siehe auch: Doppelbindungstheorie.)

## Befunde aus der Forschung
Forschungsergebnisse zeigen regelmäßig die multifaktorielle Entstehung von psychischen Erkrankungen. Genetisch bedingte neurobiologische oder biografisch erworbene Veranlagungen alleine erklären die Entstehung  von psychischen Erkrankungen in der Regel nicht. Wissenschaftliche Hinweise auf psychosoziale Auslöser bestehen zu den meisten psychischen Störungen. 
Der Einfluss von psychosozialem Stress auf die Hypothalamus-Hypophysen-Nebennierenrindenachse (HHNA) konnte wiederholt nachgewiesen werden. Die HHNA wird unter anderem verantwortlich gemacht für die Regulation des Neurotransmitterhaushaltes im Gehirn.

## Vor- und Nachteile des Modells
Vorteile:
- Das Diathese-Stress-Modell ist in der Lage, komplexe und multifaktorielle Ursachen darzustellen
- Die Stressoren bzw. die durch sie verursachenden Belastungen können inter- und intraindividuell variieren
- Innerhalb des Modells können unterschiedliche Verläufe abgebildet werden

Nachteile:
- Auch dieses Modell ist weit davon entfernt, eine umfassende Begründung zu liefern
- Es wird keine Aussage über die Gewichtung der einzelnen Faktoren getroffen
- Ebenfalls fehlt die Darstellung, wie die einzelnen Faktoren miteinander interagieren[1]